# Констанцівська карія біла
Ка́рія бі́ла — екзотичне дерево, ботанічна пам'ятка природи місцевого значення в Україні.
Зростає поблизу села Констанція Чортківського району Тернопільської області, у кварталі 80 виділі 3 Улашківського лісництва Чортківського держлісгоспу, в межах лісового урочища «Галілея Голубицька».
Оголошене об'єктом природно-заповідного фонду рішенням виконкому Тернопільської обласної ради від 28 грудня 1970 № 829 з назвою «Гікорія біла». Назва на «Карія біла» уточнена рішенням № 2009 п'ятого скликання 52 сесії Тернопільської обласної ради від 15 жовтня 2015 року.
Перебуває у віданні Тернопільського обласного управління лісового господарства.
Площа — 0,02 га.
Під охороною — карія біла віком 90 років, діаметром 42 см та заввишки 30 м. Має велику науково-пізнавальну та естетичну цінність.
Батьківщина карії білої — Північна Америка.